# Hogna gratiosa
Hogna gratiosa är en spindelart som beskrevs av Roewer 1959. Hogna gratiosa ingår i släktet Hogna och familjen vargspindlar. Inga underarter finns listade i Catalogue of Life.